# Pierre Haski
Pour les articles homonymes, voir Haski.
Pierre Haski, né le 8 avril 1953 à Tunis (Tunisie), est un journaliste français. Ancien correspondant en Afrique du Sud, au Moyen-Orient et en Chine pour l’Agence France-Presse puis pour le journal Libération, cofondateur du site d’information Rue89, il devient président de l'association Reporters sans frontières en 2017. Depuis août 2018, il assure la chronique Géopolitique de l'émission matinale Le 7/9 (devenu Le 7/9.30 puis le 7/10) de France Inter.

## Biographie
Pierre Haski est né à Tunis. Il est athée d'origine juive tunisienne. Il a découvert le journalisme à l'adolescence,. 
Entré en septembre 1968 au lycée Buffon de Paris, il connait un engagement maoïste. Il participe tour à tour aux Amitiés franco-chinoises, à Vive la révolution puis à son groupe Front de libération de jeunesse dirigé par Richard Deshayes.
Il est diplômé du Centre de formation des journalistes (CFJ) de Paris en 1974. Journaliste à l'Agence France-Presse à partir de 1974, il est correspondant pour cette dernière en Afrique du Sud entre 1976 et 1980.
En 1981, il rejoint le journal Libération, pour y travailler dans le domaine international, d'abord comme responsable de la rubrique Afrique ensuite entre 1988 et 1993 comme chargé de la rubrique diplomatique. 
En 1993, il devient correspondant de Libération à Jérusalem. Il revient à Paris en 1995 comme chef du service international et rédacteur en chef adjoint. 
En 2000, le journal l'envoie à Pékin comme correspondant ; il y reste cinq ans et y tient un blog « Mon journal de Chine ». L'accès à ce blog finit par être bloqué par les autorités chinoises en raison de la liberté de ton qu'il adopte. Il est accessible sur le site des archives du Web. Pierre Haski prolonge ce blog par un livre, Cinq ans en Chine. Il rencontre à plusieurs reprises Liu Xiaobo, futur prix Nobel de la paix en 2010 et mort en prison en 2017. Il lui rend hommage en 2019 avec son livre Liu Xiaobo l’homme qui a défié Pékin.
En janvier 2006, il devient directeur adjoint de la rédaction de Libération, jusqu'à son départ du journal en 2007.
Il crée en mars 2007 le site d'informations Rue89 — dont il préside la société éditrice — avec Arnaud Aubron, Michel Lévy-Provençal, Laurent Mauriac, et Pascal Riché.
En 2007-2008, il tient une chronique sur Europe 1 tous les mardis et jeudis matin. À partir de novembre 2014, il écrit aussi dans l'hebdomadaire L'Obs, auquel groupe appartient Rue89 à partir de fin 2011.
Le 27 juin 2017, Pierre Haski est élu président de l'association Reporters sans frontières, succédant à Éric Chol.
Le 27 août 2018, il rejoint la matinale de France Inter pour présenter la chronique Géopolitique dans Le Sept neuf animé par Nicolas Demorand et Léa Salamé, succédant ainsi à Bernard Guetta.

## Positions
Pierre Haski défend la construction européenne et avertit sur les « dangers du populisme » : sur ses 206 chroniques de la saison 2018-2019, année d'élection européenne, 87 (soit 42 % du total) s'articulent autour de l'idée d'une Union européenne menacée qu'il faut défendre, et plus du quart (53 sur 206) est consacré au thème du danger « populiste », « illibéral » ou nationaliste.

## Prix
En 2005 Pierre Haski reçoit le prix international des médias à Genève et, en 2006, il est lauréat du prix Joseph-Kessel pour son ouvrage Le Sang de la Chine,.
En 2009, il reçoit le grand prix de la presse internationale dans la catégorie Internet et Presse écrite.

## Ouvrages
- L'Afrique blanche, éditions du Seuil, 1987
- Israël, Milan, 1997
- David Gryn (Ben Gourion), Autrement, 1997
- Le Journal de Ma Yan, Ramsay, 2001
- Ma Yan et ses sœurs,  Ramsay, 2004
- Le Sang de la Chine, Grasset, 2005

prix international des médias, Genève, 2005 ; prix Joseph-Kessel, 2006
- Cinq ans en Chine, Les Arènes, 2006
- Préface de Droits humains en Chine, le revers de la médaille, Autrement, 2008
- Internet et la Chine, Seuil, coll. « Médiathèque », 2008
- Liu Xiaobo : L’Homme qui a défié Pékin, Diffusion CED-CEDIF - Distribution BLDD, 2019[20].
- Une terre doublement promise : Israël-Palestine, un siècle de conflit, Paris, Stock, 2024, 266 p. (ISBN 978-2-234-09708-7, BNF 47409769).

## Film
- Nous sommes Taïwan, documentaire de Pierre Haski et Camille Le Pomellec, 2022[21],[22].